# 齐墨克图
齐墨克图（？—1648年），博尔济吉特氏，蒙古族，正白旗蒙古人，清朝初年将领，固山额真武纳格次子。
齐墨克图初年随军征战，攻略宁远，击败明军。武納格去世，齐墨克图之弟廣泰袭世职，因伐明时违令，夺世职，以齊墨克圖降袭一等阿思哈尼哈番。三次跟随皇太极攻打明朝锦州，击败洪承疇军。崇德八年（1643年）三月，與阿爾津、哈寧阿等征伐黑龙江，连取都里屯、能吉尔等地，升梅勒額真，顺治初年随从人关，加拜他喇布勒哈番，合為三等精奇尼哈番。顺治三年（1646年），從定西大將軍何洛會擊破据守汉中的賀珍。顺治五年，去世，清廷以廣泰襲一等阿思哈尼哈番，以齊墨克圖之子薩哈炳分襲拜他喇布勒哈番。廣泰遇恩詔，進二等精奇尼哈番。乾隆初年，定封三等子。